# Esatenolol
Esatenolol (łac. esatenololum) – wielofunkcyjny organiczny związek chemiczny, lek stosowany w leczeniu nadciśnienia tętniczego, choroby niedokrwiennej serca oraz zaburzeń rytmu serca, o działaniu blokującym receptory adrenergiczne β1, enancjomer S atenololu.

## Mechanizm działania
Esatenolol jest lekiem β-adrenolitycznym o działaniu na receptory adrenergiczne β1 bez wewnętrznej aktywności sympatykomimetycznej. Atenolol jest racemiczną mieszaniną enancjomerów S oraz R w równym stosunku. Enancjomer S odpowiada za działanie farmakologiczne, natomiast enancjomer R nie wykazuje żadnej aktywności biologicznej. Esatenolol jest czystym optycznym enancjomerem S atenololu, a jego działanie jest dwukrotnie silniejsze od atenololu.

## Zastosowanie
- nadciśnienie tętnicze[8]
- choroba niedokrwienna serca[8]
- zaburzenia rytmu serca z szybką czynnością serca[8]
- wczesna interwencja w zawale mięśnia sercowego[8]

W 2016 roku esatenolol nie był dopuszczony do obrotu w Polsce.

## Działania niepożądane
Esatenolol może powodować następujące działania niepożądane, występujące ≥1/1000 (bardzo często, często i niezbyt często):
- zaburzenia snu
- bradykardia
- uczucie zimna w kończynach
- dyspepsja
- zwiększenie aktywności aminotransferazy asparaginianowej w osoczu krwi
- zwiększenie aktywności aminotransferazy alaninowej w osoczu krwi
- zmęczenie